# Antonio F. Coronel
Antonio Francisco Coronel (ur. 21 października 1817 w  Meksyku), zm. 17 kwietnia 1894) – amerykański piłkarz, jeden z jak dotąd czterech burmistrzów Los Angeles latynoskiego pochodzenia. Funkcję tę sprawował w latach 1853-1854. Do Los Angeles przeprowadził się z rodzicami w 1834 roku. Był oficerem armii Meksykańskiej, w 1843 roku był sędzią pokoju, de facto burmistrzem meksykańskiego Los Angeles. Pracował także jako nauczyciel. W latach 1854–1867 był członkiem Rady Miasta, w latach 1867-71 skarbnikiem stanowym Kalifornii. Jego ofiarowane zbiory stały się podstawą Muzeum Historii Naturalnej Hrabstwa Los Angeles (Natural History Museum of Los Angeles County).